# Spoorlijn Helmstedt - Holzminden
De spoorlijn Helmstedt - Holzminden is een spoorlijn in Duitsland ten noordwesten van de Harz tussen Helmstedt, Jerxheim, Börßum, Bad Gandersheim, Kreiensen en Holzminden. De lijn is ook bekend onder het nummer DB 1940. Diverse spoorlijnen in het oosten en zuiden van Nedersaksen zijn in dit nummer ondergebracht. Het gaat hierbij om de volgende spoorlijnen:
- Helmstedt - Jerxheim;
- Jerxheim - Börßum;
- Börßum - Salzgitter Bad (Warnetalbahn);
- Salzgitter Bad - Kreiensen;
- Kreiensen - Holzminden.

De spoorlijn van Helmstedt tot Holzminden is volledig aangelegd door de Herzoglich Braunschweigische Staatseisenbahn, in een periode tussen 1856 en 1868.

## Geschiedenis

### Helmstedt - Jerxheim

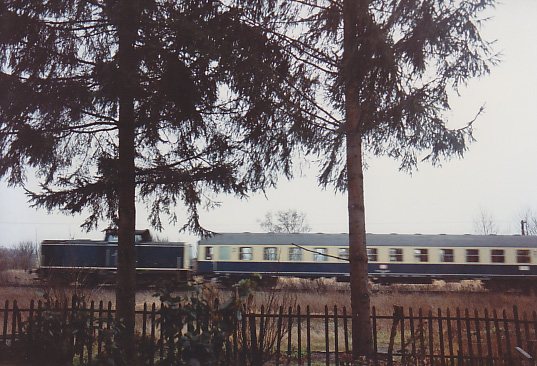
In februari 1993 verlaat een regionale trein Jerxheim Bahnhof in de richting van Helmstedt

Op 20 juli 1858 opende de spoorlijn van Jerxheim via Schöningen naar Helmstedt, als zijlijn van de verbinding tussen Wolfenbüttel - Schöppenstedt - Jerxheim - Gunsleben - Oschersleben. Deze spoorlijn was korter en liep door een vlakker terrein dan de in 1872 geopende spoorlijn via Königslutter, die nu onderdeel is van de spoorlijn Braunschweig - Helmstedt. Station Jerxheim werd een knooppunt toen de lijn naar Börßum werd geopend op 1 mei 1868 waardoor er een verbinding naar het Ruhrgebied mogelijk was. De lijn werd van groot belang voor goederenverkeer en zelfs voor enkele D-treinen.
Door de Duitse deling werden alle spoorlijnen die de Duits-Duitse grens doorsneden gesloten, op enkele lijnen na waaronder de spoorlijn Eilsleben - Helmstedt. Hierdoor verloor de lijn tussen Jerxheim en Börßum zijn betekenis en werd in de jaren daarna gesloten. Daarmee was tussen de grens en de Höhenzug Elm alleen nog de spoorlijn Wolfenbüttel - Jerxheim - Helmstedt over. Ondanks de lage intensiteit van treinen bleef de lijn open op politieke gronden. Daarnaast sloot men de bruinkoolmijn Helmstedter Revier en de elektriciteitscentrale Buschhaus aan op de lijn. 
Na de Duitse hereniging werd druk over de heropening van de spoorlijnen gediscussieerd. De spoorlijn Jerxheim - Dedeleben - Nienhagen als verbinding van Halberstadt naar Helmstedt en Braunschweig had een grote kans op heropend te worden, alleen werd dit nooit in een project omgezet. Na de heropening van de spoorlijn Halberstadt - Vienenburg in 1996 en de sluiting van de lijn tussen Jerxheim en Nienhagen in 2001 werd er niet meer over reactivering gesproken.
Tot december 2006 reden de Regionalbahn-treinen van de lijn Braunschweig - Schöningen - Helmstedt van maandag tot zaterdag elke twee uur en met extra ritten in de spits. Daarna werd de bediening op het trajectdeel Schöppenstedt - Helmstedt uitgedund tot zes treinparen per dag en bij de nieuwe dienstregeling werd op december 2007 de treindienst gestaakt. De reden hiervoor was de uitbreiding van de dagbouwmijn bij Schöningen. Hierbij werd besloten om de spoorlijn niet te verleggen, omdat het reizigersaantal laag was op deze verbinding (bijna 200 per dag).
De sporen zijn grotendeels blijven liggen, alleen de sporen bij de dagbouwmijn zijn verwijderd. De sporen ten noorden van de dagbouwmijn worden gebruikt voor de afvoer van bruinkool. Een deel van de stations en de perrons is niet gesloopt en staat er nutteloos bij. 

### Jerxheim - Börßum
De spoorlijn werd op 1 mei 1868 geopend. De lijn was een belangrijke oost-westverbinding. De uit Kreiensen komende spoorlijn werd in Börßum aangesloten op de spoorlijn naar Jerxheim. Jerxheim was een knooppunt van de spoorlijnen uit Wolfenbüttel (Braunschweig), Helmstedt en Oschersleben (Maagdenburg), hierdoor was de lijn onderdeel van een belangrijke goederenvervoerroute tussen de industriegebieden in Midden-Duitsland en het Ruhrgebied. Tevens werd de lijn Jerxheim - Börßum gebruikt door sneltreinen van Berlijn richting het zuidwesten.
Doordat de verbinding richting Oschersleben door de Duits-Duitse grens werd onderbroken, werd de lijn voor drie decennia alleen nog door regionale treinen gebruikt. Op 1 januari 1976 werd het reizigersverkeer op de gehele lijn en het goederenverkeer tussen Mattierzoll en Jerxheim gestaakt, het goederenverkeer tussen Börßum en Mattierzoll volgde op 28 mei 1988.

### Börßum - Salzgitter Bad

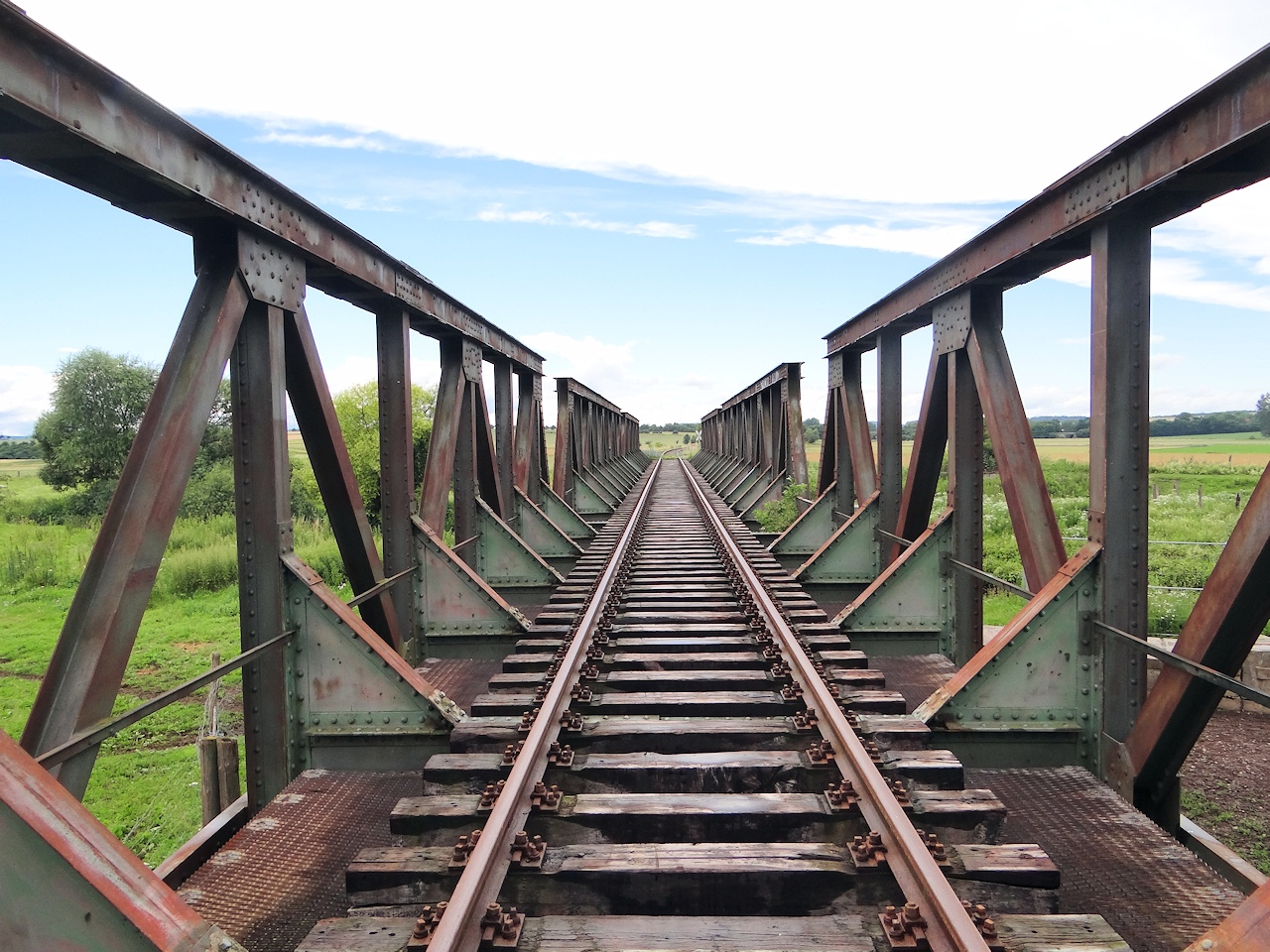
Spoorbrug over de rivier de Oker (2012)

De spoorlijn Börßum - Salzgitter Bad staat ook bekend als Warnetalbahn en is onderdeel van de Braunschweigse Zuidlijn (Braunschweigische Südbahn). 
De spoorlijn werd op 1856 geopend tussen Börßum en Kreiensen, om zo een verbinding te creëren van Braunschweig naar het Ruhrgebied en Zuid-Duitsland. In 1868 volgde de dubbelsporige uitbouw van de lijn. In de Frans-Duitse Oorlog had deze lijn een strategisch belang. De betekenis van de lijn voor het oost-westverkeer nam met de opening van de verbinding Braunschweig - Berlijn via Helmstedt en Maagdenburg (1872), en de verbinding Hannover - Berlijn via Stendal (1871) af. 
Na het einde van de Tweede Wereldoorlog verdween het oost-westverkeer praktisch door het IJzeren Gordijn, zodat het tweede spoor van de Warnetalbahn werd gesloopt in 1968 en de regel- en beveiligingstechniek werden vereenvoudigd. Op 1 januari 1976 werd het reizigersverkeer gestopt, maar de lijn werd niet gesloten. In plaats daarvan werden de sporen gebruikt om goederentreinen op te stellen. Het goederenverkeer werd in de jaren '80 stilgelegd, als laatste op 28 mei 1988 het trajectdeel tussen Salzgitter Bad en Klein Mahner.
Vanaf 1988 vindt er regelmatig museumritten plaats met stoomlocomotieven van het type Baureihe 41 of met een locomotor van het type Köf II. De baanvaksnelheid is hier 40 km/h, maar door onbeveiligde overwegen en slechte bovenbouw wordt deze snelheid vaak niet gehaald. De spoorlijn is vernoemd naar het beekje Warne, die loopt vanaf Salzgitter Bad via Gieldenaar Dorstadt waar deze uitmondt in de rivier de Oker.

### Salzgitter Bad - Kreiensen
Al in het staatsverdrag tussen het Hertogdom Brunswijk en het Koninkrijk Hannover in 1837, die de bouw regelde van de spoorlijn Braunschweig - Bad Harzburg, werd er ook overeengekomen dat beide staten een gemeenschappelijke zuidelijke verbinding te gaan bouwen. Ongeveer 15 jaar later volgde een volgende verdrag. Daarin stond Brunswijk toe de Hannoverse Zuidlijn via het Brunswijkse Kreiensen te bouwen. Hier tegenover stond Hannover toe een spoorlijn van Börßum (Brunswijk) via Ringelheim (Hannover) naar Seesen (Brunswijk) te bouwen. Tevens werd afgesproken om een lijn te bouwen via Harriehausen (Hannover) naar Kreiensen, waardoor beide lijnen werden verbonden. De spoorlijn werd op 5 augustus 1856 geopend, drie maanden voor de opening van de spoorlijn tussen Hannover en Kassel.
De spoorlijn ontwikkelde zich goed, in 1865 werd de spoorlijn naar Altenbeken geopend, waardoor er een aansluiting was naar het westen richting het Ruhrgebied. In 1868 volgde de verbinding van Börßum naar het knooppunt Jerxheim, waar de treinen verder konden rijden naar Maagdenburg en Berlijn. Daarmee werd de lijn een belangrijke oost-westverbinding, waarbij er meer treinverkeer naar Göttingen en Frankfurt reed dan naar het Ruhrgebied. De in 1878 aangesloten spoorlijn Seesen - Herzberg maakte daarentegen de verwachtingen niet waar.
Na de Duitse deling veranderden de verkeersstromen. Alle spoorlijnen die tussen Helmstedt (spoorlijn Eilsleben - Helmstedt) en Walkenried (spoorlijn Northeim - Nordhausen) de Duits-Duitse grens doorsneden, werden onderbroken, ook de vanaf Jerxheim lopende verbinding van Maagdenburg via Eisleben en Oschersleben. Hierdoor werd er gezocht naar een betere ontsluiting van de gemeente Salzgitter. In 1956 werd er een directe verbinding geopend van Salzgitter Bad naar Braunschweig, door een ontbrekende lijn naar Salzgitter-Drütte te bouwen. De lijn van Leiferde naar Drütte bestond al in de jaren '40 na de hertracering van de lijn Braunschweig - Derneburg.

### Kreiensen - Holzminden

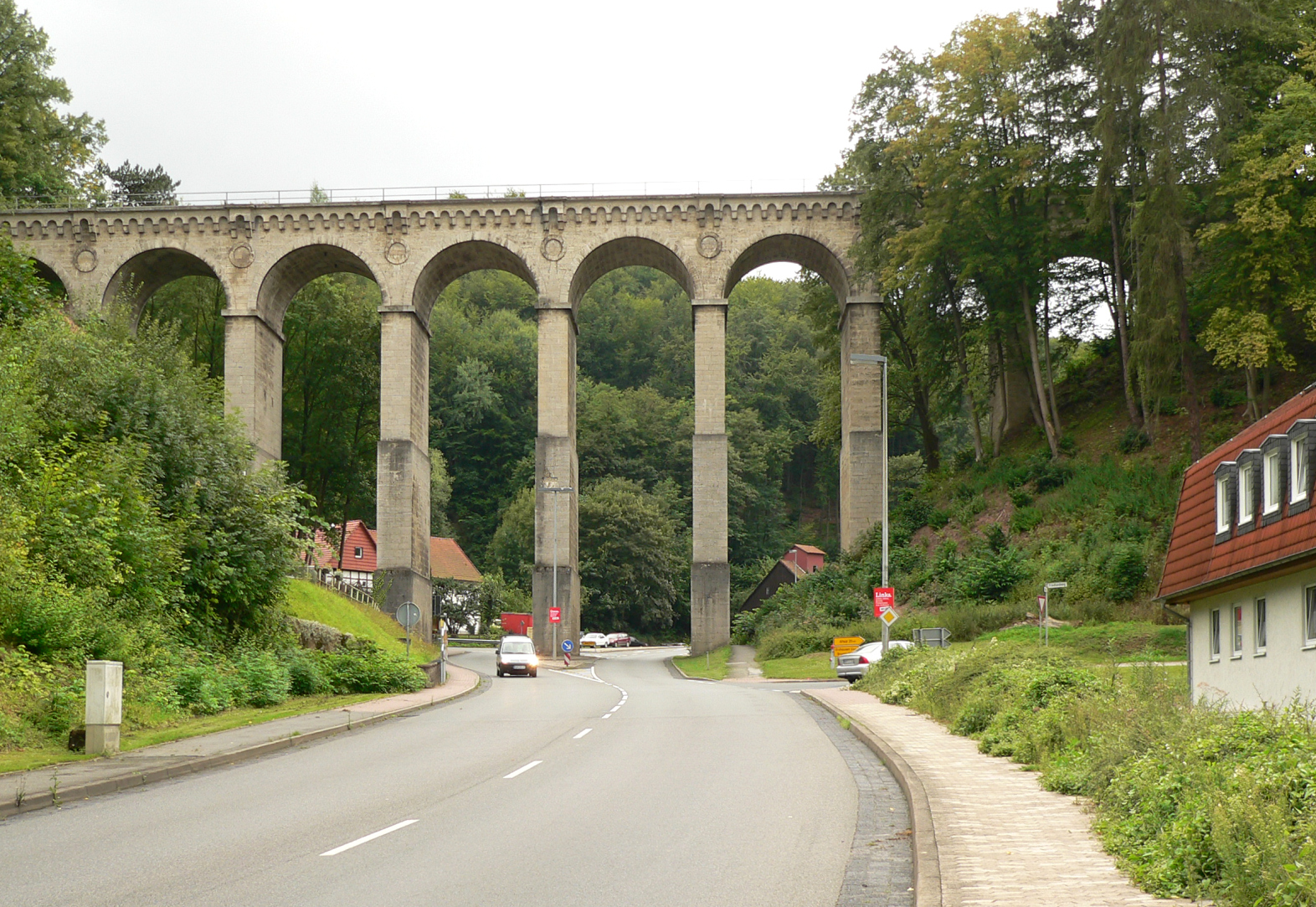
Viaduct bij Greene (2006)

De spoorlijn van Kreiensen naar Holzminden werd op 10 oktober 1865 geopend. Om niet op het grondgebied van Brunswijk te komen, werd de stad Einbeck via twee tunnels en een lange helling gemeden. Oorspronkelijk was de lijn bedoeld als een langeafstandsverbinding van het Ruhrgebied naar Braunschweig en Berlijn. Het gebied ten oosten van Ottbergen bleef echter tweederangs, doordat de lijn veel hellingen heeft en na 1866 als lijn om het Koninkrijk Hannover niet meer nodig was (toen werd het Koninkrijk Hannover ingelijfd door Pruisen). Het trajectdeel van de lijn tussen Altenbeken en Ottbergen werd onderdeel van een belangrijke oost-westverbinding naar Göttingen, Halle (Saale) en Leipzig. Ook voor deze spoorlijn had de Duitse deling veel gevolgen, omdat het treinverkeer zich meer noord-zuid ging verplaatsen.
Tegenwoordig is de spoorlijn tussen Stadtoldendorf en Vorwohle dubbelsporig uitgebreid. De lijn wordt vanaf oktober 2008 aangestuurd vanaf de treindienstleiderspost in Göttingen.

## Verloop
De spoorlijn begint in Helmstedt aan de grens van Nedersaksen en Saksen-Anhalt. Vanaf hier loopt de lijn richting het zuiden naar Schöningen, waar de lijn is onderbroken door de dagbouwmijn Schöningen. Dit trajectdeel wordt alleen gebruikt door goederentreinen voor het vervoeren van bruinkool vanuit de mijn. Vervolgens loopt de spoorlijn richting het zuidwesten naar Jerxheim. De rails, stationsgebouwen en perrons zijn nog wel aanwezig maar liggen er vervallen bij. Vanaf Jerxheim buigt de lijn af naar het westen richting Börßum. Tot Börßum is de lijn volledig opgebroken, alleen nog de spoordijk is in het landschap terug te vinden. Na Börßum loopt de lijn verder naar het westen, ten zuiden van het Oderwald richting Salzgitter. Het gedeelte tussen Börßum en Klein Mahner maakt onderdeel uit van de museumlijn Warnetalbahn. Bij Salzgitter loopt de lijn in een dal in de heuvelrug Salzgitter-Höhenzug. Deze heuvelrug maakt onderdeel uit van het Niedersächsisches Bergland, een middelgebergte ten noorden van de Harz, ook wel Harzvorland genoemd. Vanaf Salzgitter Bad maken diverse reizigerstreinen gebruik van de spoorlijn. De lijn buigt bij Salzgitter-Ringelheim af naar het zuidwesten, het tracé wordt ook bochtiger en gaat langs de rand van de Harz richting Seesen. Bij Seesen buigt de lijn weer af naar het westen richting Bad Gandersheim. Bij Orxhausen maakt de lijn een scherpe bocht naar het zuiden om vervolgens af te dalen naar het Leinedal richting Kreiensen. Na Kreiensen maakt het tracé weer een bocht naar het noorden om het Leinedal uit te gaan. Het tracé gaat weer verder naar het westen, ten zuiden van de heuvelrug Hils. Vervolgens loopt de spoorlijn door de Elfas, langs Stadtoldendorf, richting Holzminden in het hart van de Weserbergland. 

## Reizigersverkeer
In de dienstregeling van 2016 wordt de spoorlijn alleen nog gebruikt door reizigerstreinen tussen Salzgitter Bad en Holzminden. De volgende lijnen maken gebruik van deze spoorlijn:
| Serie | Treinsoort                   | Route                                                                   | Bijzonderheden                                                                 |
| ----- | ---------------------------- | ----------------------------------------------------------------------- | ------------------------------------------------------------------------------ |
| RB 46 | Regionalbahn (DB Regio Nord) | Braunschweig Hbf – Salzgitter-Ringelheim – Seesen – Herzberg (Harz)     | 1x per twee uur in het weekend.                                                |
| RB 82 | Regionalbahn (DB Regio Nord) | Göttingen – Northeim (Han) – Kreiensen – Seesen – Goslar – Bad Harzburg |                                                                                |
| RB 84 | Regionalbahn (NordWestBahn)  | Paderborn Hbf – Bad Driburg (Westf) – Holzminden – (Kreiensen)          | Egge-Bahn 1x per twee uur van/naar Kreiensen, gekoppeld in Ottbergen aan RB 85 |

## Aansluitingen
In de volgende plaatsen is of was er een aansluiting op de volgende spoorlijnen:
Helmstedt
DB 1900, spoorlijn tussen Braunschweig en Helmstedt
DB 6400, spoorlijn tussen Eilsleben en Helmstedt
Schöningen
DB 6874, spoorlijn tussen Eilsleben en Schöningen
lijn tussen Hötzum en Schöningen
lijn tussen Oschersleben en Schöningen
Jerxheim
DB 1942, spoorlijn tussen Wolfenbüttel en Oschersleben
DB 1943, spoorlijn tussen Jerxheim en Nienhagen
Mattierzoll
DB 6871, spoorlijn tussen Heudeber en Mattierzoll
lijn tussen Mattierzoll en Braunschweig Nordost
Börßum
DB 1901, spoorlijn tussen Braunschweig en Bad Harzburg
DB 6870, spoorlijn tussen Wasserleben en Börßum
Salzgitter Bad
DB 1920, spoorlijn tussen Leiferde en Salzgitter Bad
DB 9190, spoorlijn tussen Beddingen en Salzgitter Bad
Salzgitter-Ringelheim
DB 1773, spoorlijn tussen Hildesheim en Goslar
Neuekrug-Hahausen
DB 1930, spoorlijn tussen Neuekrug-Hahausen en Goslar
Seesen
DB 1812, spoorlijn tussen Seesen en Herzberg
DB 1823, spoorlijn tussen Derneburg en Seesen (opgebroken)
Bad Gandersheim
DB 1822, spoorlijn tussen Bad Gandersheim en Groß Düngen (opgebroken)
Kreiensen
DB 1732, spoorlijn tussen Hannover en Göttingen
lijn tussen Osterode en Kreiensen
Vorwohle
DB 9180, spoorlijn tussen Vorwohle - Emmerthal
Holzminden
DB 2973, spoorlijn tussen Scherfede en Holzminden
DB 2974, spoorlijn tussen Langeland en Holzminden

## Stations

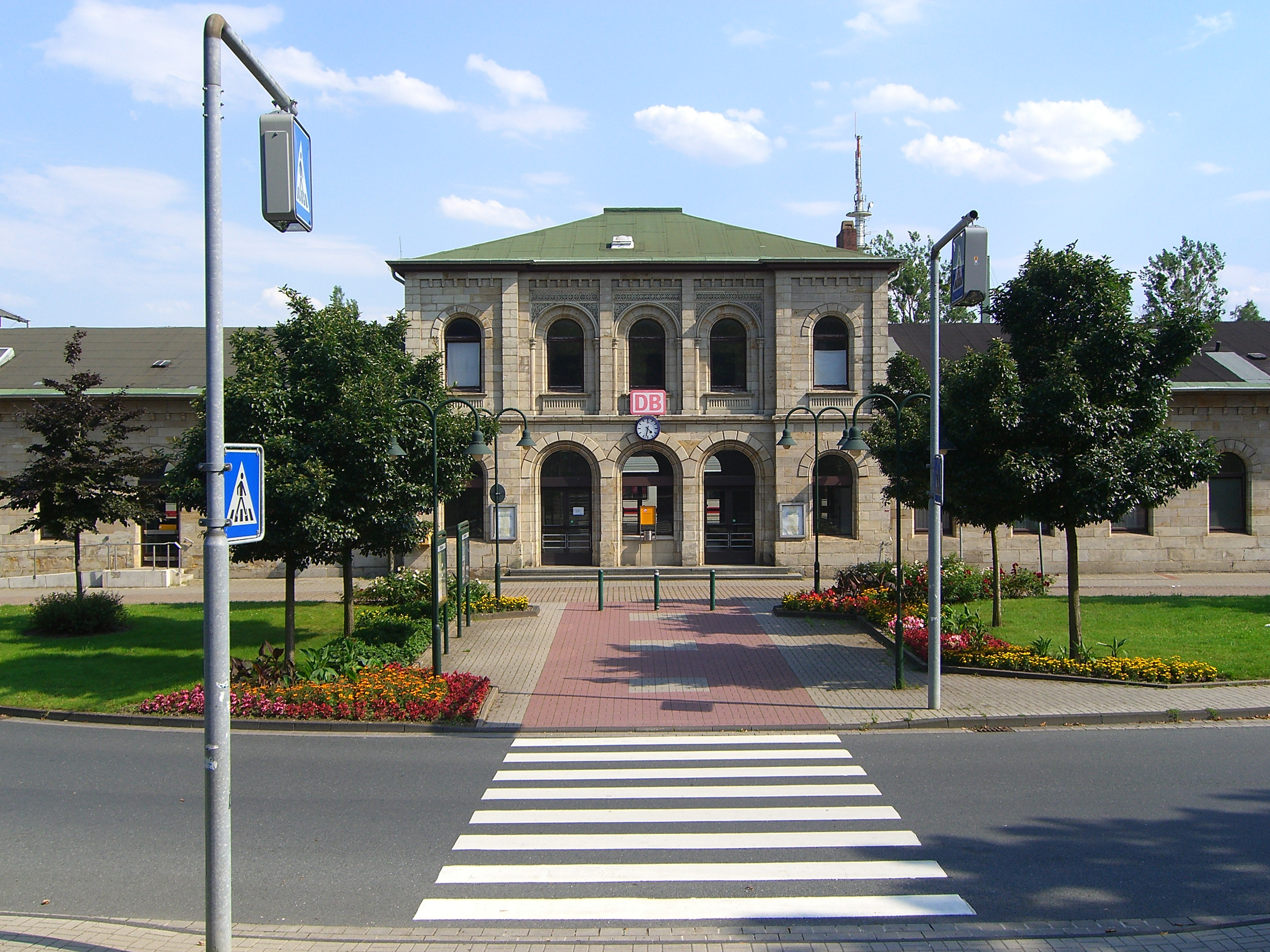
Station Helmstedt
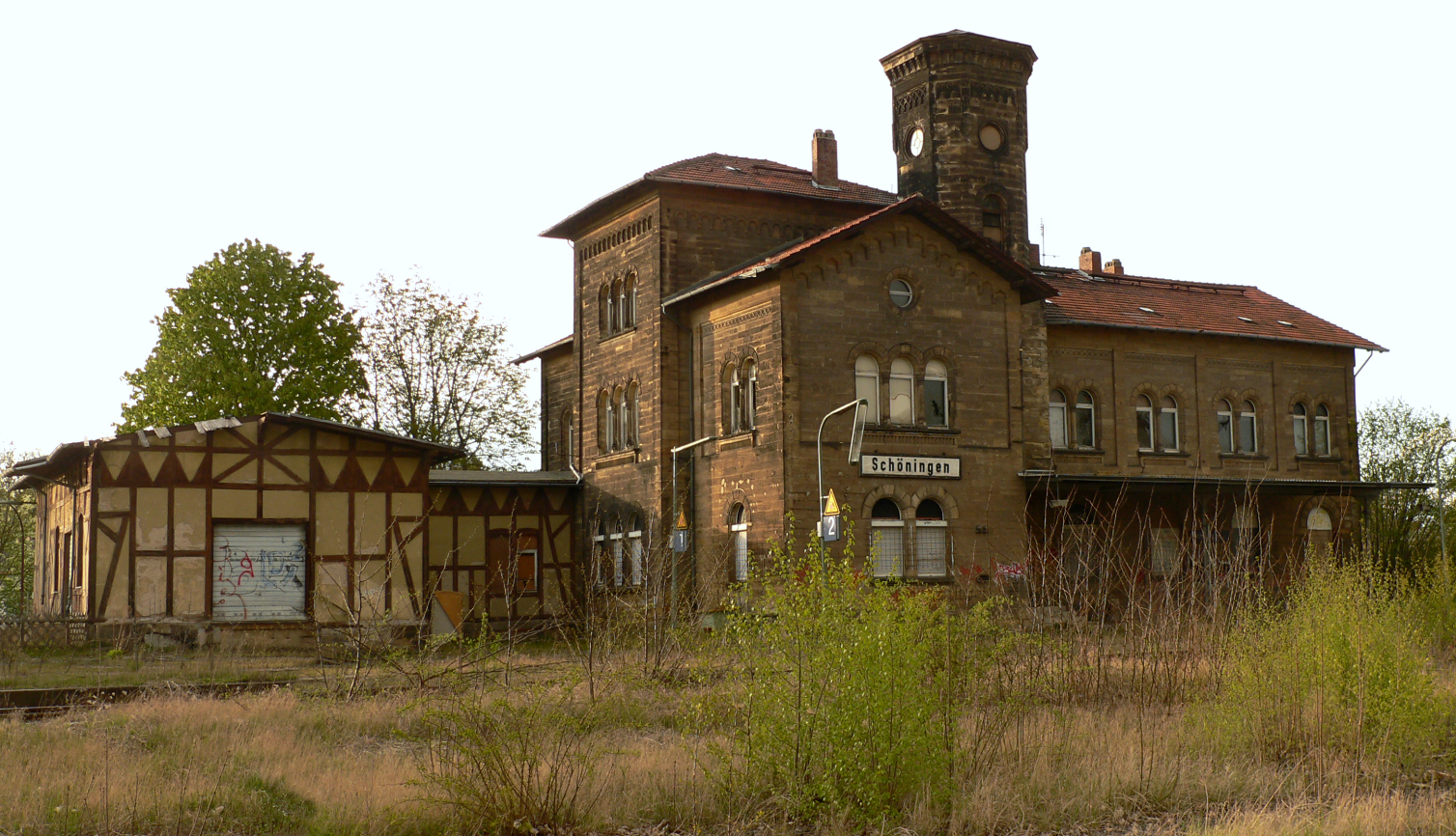
Het stilgelegde station Schöningen
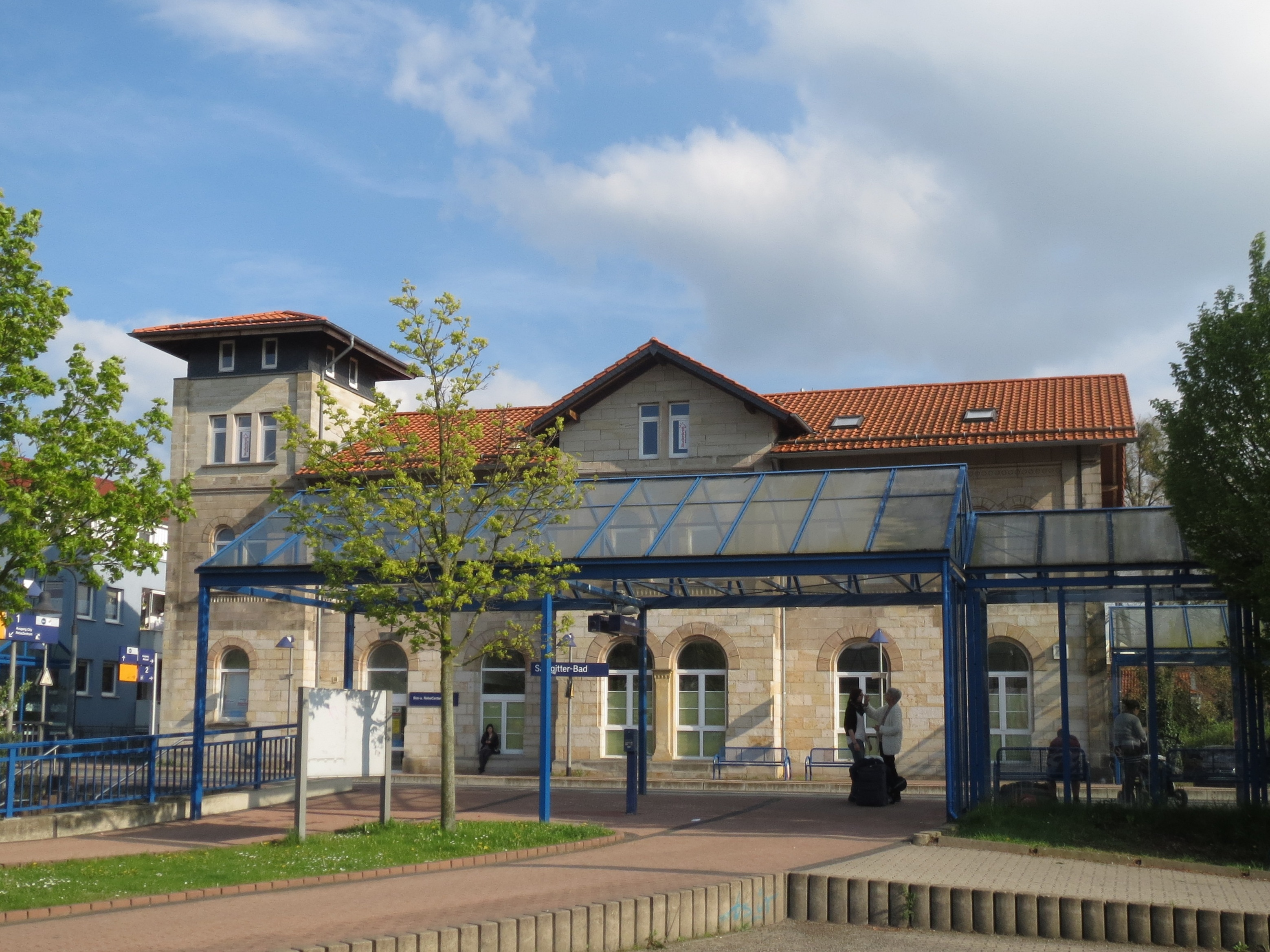
Noordzijde station Salzgitter Bad
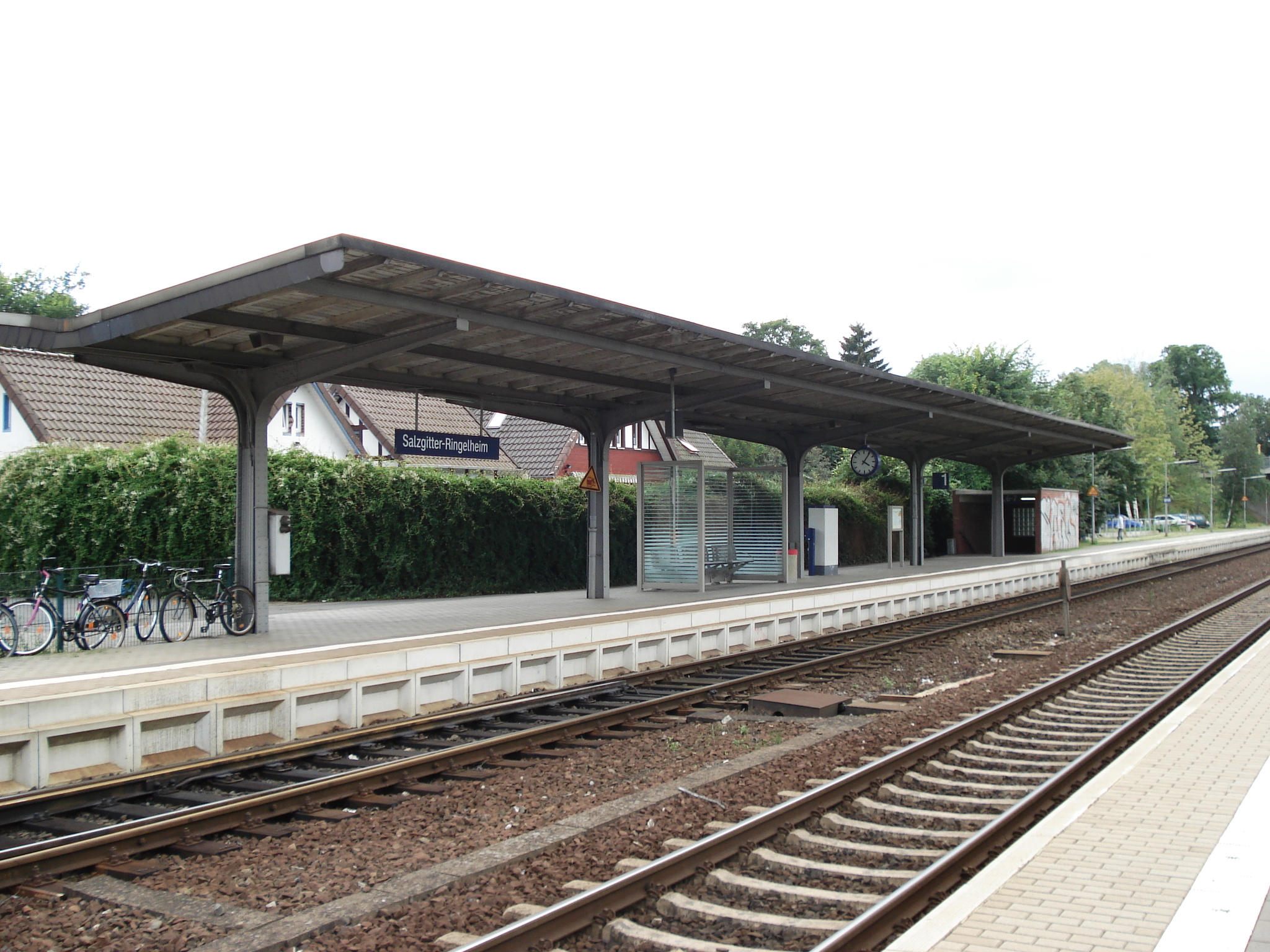
Perron van station Salzgitter-Ringelheim
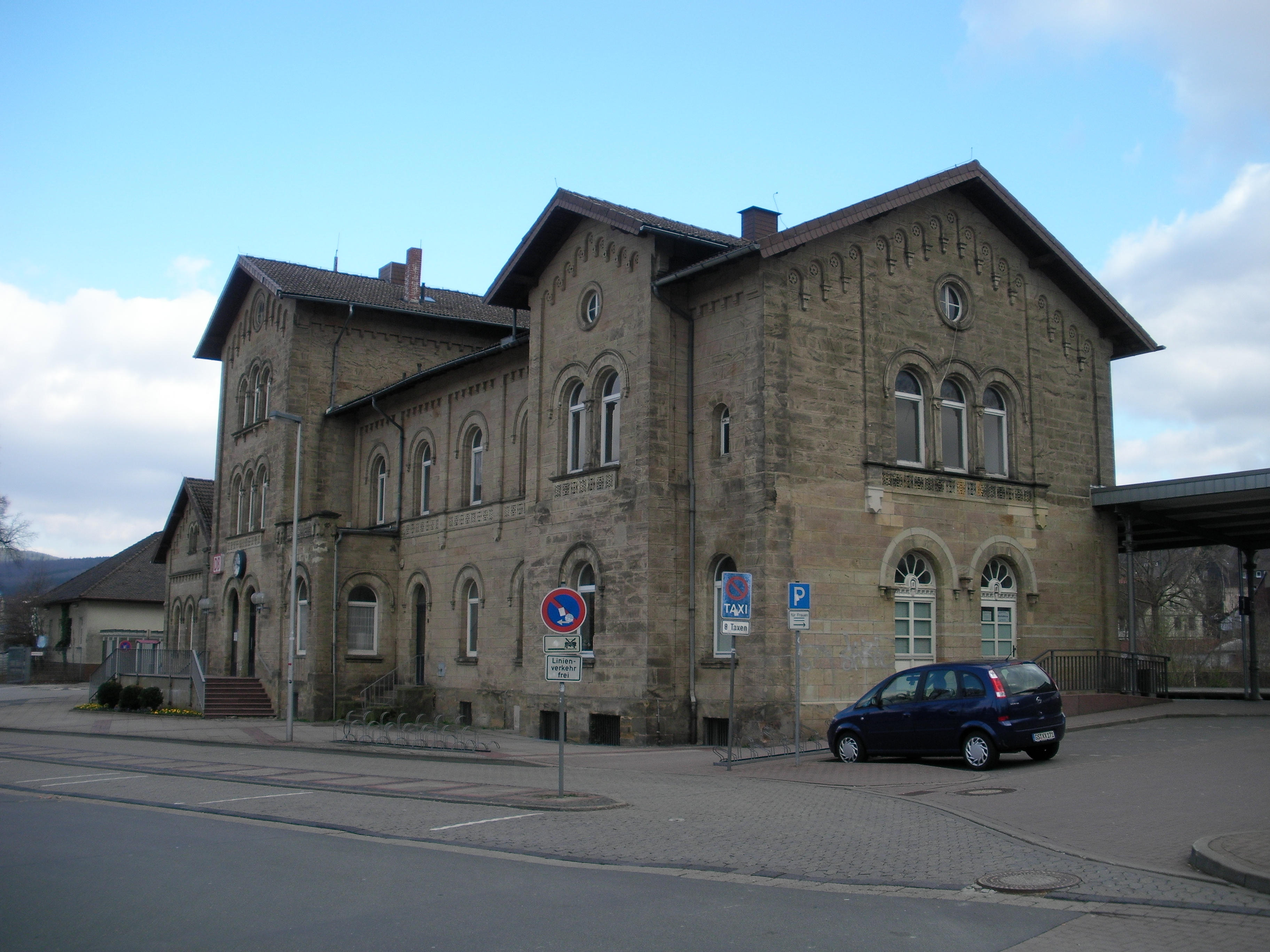
Station Seesen
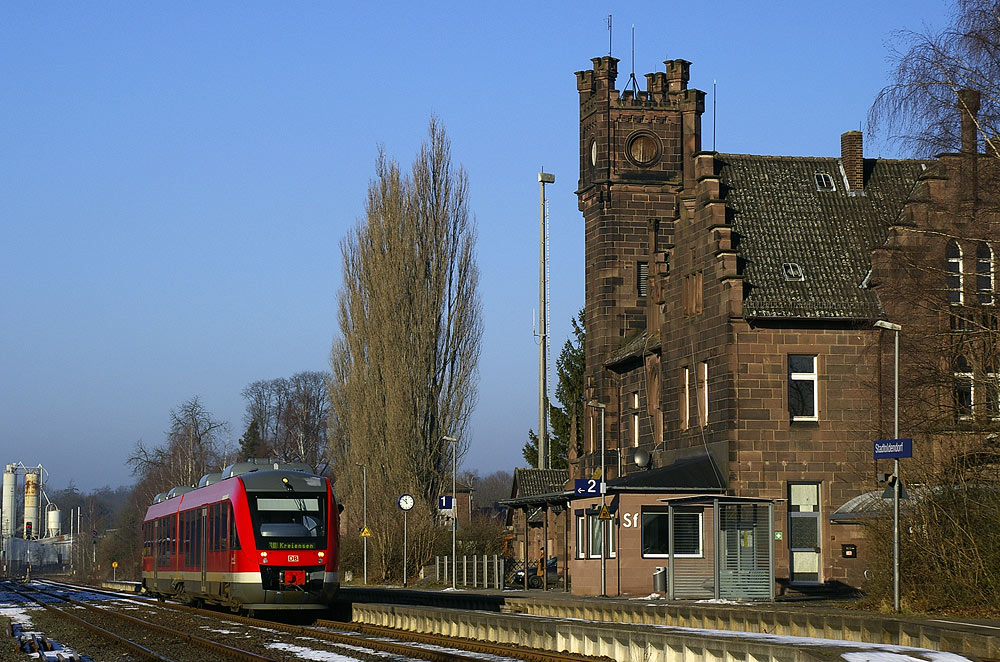
Station Stadtoldendorf
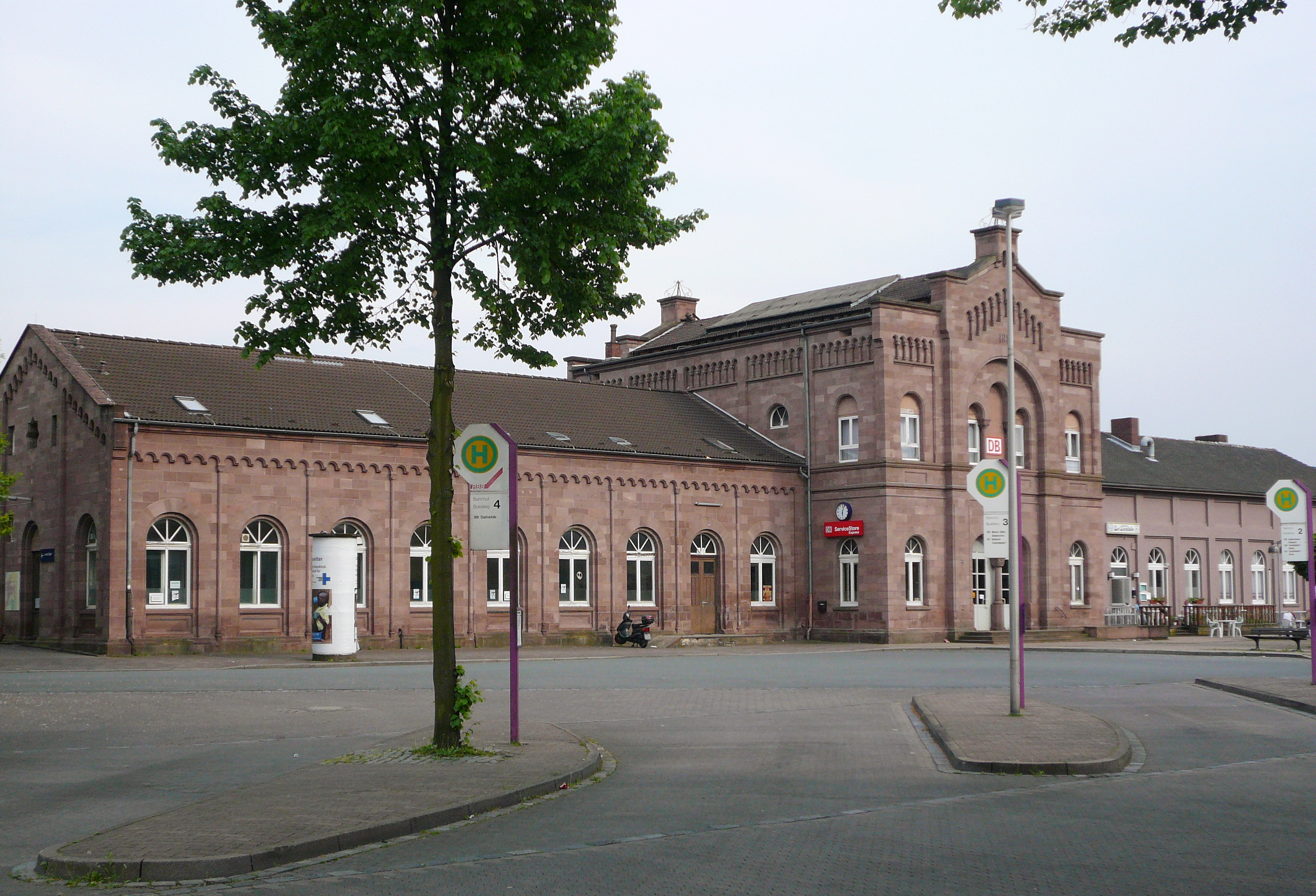
Station Holzminden